# YellowTAB
yellowTAB é uma empresa alemã, sediada em Mannheim, de software que produz um sistema operacional baseado no BeOS 4.51. Até hoje não confirmaram publicamente possuir o código fonte do BeOS ou qual é o seu acordo de licenciamento com os atuais donos do BeOS, a PalmSource, apesar disso, o acordo parece ter fundamentação legal, pelo menos na Alemanha. O nome do produto é yellowTAB Zeta.
A yellowTAB sofreu críticas de alguns usuários BeOS que alegam que a empresa não retribui o que aproveita do projeto Haiku e outros projetos de código aberto para BeOS. Em muitos casos, programadores recriaram as extensões da yellowTAB para BeOS, como a extensão gráfica SVG para o OpenTracker. Essa recusa em disponibilizar o código fonte no entanto não viola as licenças BSD e MIT sob as quais a maioria dos projetos para BeOS licenciam seu código.
Em abril de 2006, a empresa transferiu o desenvolvimento e suporte técnico do Zeta para uma outra empresa, a Magnussoft.